# Puerto de Mazarrón
 (mars 2012).
Si vous disposez d'ouvrages ou d'articles de référence ou si vous connaissez des sites web de qualité traitant du thème abordé ici, merci de compléter l'article en donnant les références utiles à sa vérifiabilité et en les liant à la section « Notes et références ».
Puerto de Mazarrón est une localité côtière espagnole faisant partie de la commune de Mazarrón, située dans la région de Murcie.

## Géographie

### Situation
La localité est située à 6 km au sud de Mazarrón sur la côte méditerranéenne dans une plaine littorale qui forme le golfe de Mazarrón, lequel est entouré par les caps Tiñoso et Cope. Comme son nom l'indique, elle constitue le port de la ville de Mazarrón.
La ville se situe à l'extrémité d'une baie allant vers l'est jusqu'à La Azohia en passant par Isla Plana.
Elle est située entre les villes de Carthagène et Fuente Álamo de Murcia à l’est, Alhama de Murcia et Totana au nord, par Lorca à l’ouest et par la mer Méditerranée au sud.

### Histoire
On a retrouvé au large de Puerto de Mazarrón deux barques phéniciennes datées du VIIIe siècle av. J.-C., ayant probablement servi au commerce entre les marchands phéniciens et les habitants de la région.
La ville présente des traces de présence romaine, comme c'est également le cas des localités alentour comme Isla Plana.

### Climat
Le climat est de type méditerranéen doux avec des températures élevées en été et modérées le reste de l'année.

### Tourisme
Les nombreuses plages, petites criques et falaises font de Puerto de Mazarrón une destination touristique de la Costa Cálida. 
Ces dernières années, son centre-ville a atteint de telles dimensions (à la suite de la construction de complexes touristiques) qu'il a dépassé en taille celui de Mazarrón et que l’on peut considérer comme son deuxième noyau urbain qui, actuellement, compte environ 11 000 habitants, qui se multiplient par dix durant la période estivale.

### Sport et culture
Le club de football amateur CD Bala Azul est basé à Puerto de Mazarrón. L'équipe joue au stade municipal de la ville de Mazarrón.